# Amphicosmia capensis
Amphicosmia capensis là một loài thực vật có mạch trong họ Cyatheaceae. Loài này được (Thunb.) T. Moore mô tả khoa học đầu tiên năm 1857.